# Wapen van Middelburg

Wapen van Middelburg

Het wapen van Middelburg zou een sprekend wapen zijn. Het staat voor een burcht gelegen tussen twee andere burchten in, te weten Domburg en Souburg. De toren uit het wapen komt terug in de vlag van Middelburg. 
De kleuren komen waarschijnlijk van het wapen van de burggraven van Zeeland, die in de 13e eeuw een wapen van een gouden leeuw op een rode ondergrond voerden.

## Geschiedenis
Het wapen van Middelburg (Zeeland) werd in 1299 op een zegel gebruikt, dit is de oudste bekende zegel met het wapen van de stad. Vermoedelijk komt dit wapen van het wapen van graaf Willem II van Holland. Het zegel vertoont een andere toren en poort dan het huidige, het gaat namelijk om een poort met kantelen en met een ringmuur en twee zijtorens, ook met kantelen. Op de middelste toren staat een torenwachter met een vork in de ene hand en een hoorn in de ander. Op de torenspitsen van de beide zijtorens zitten vogels.
Na het jaar 1500 komt er een wapen voor met een dubbelkoppige adelaar, deze is waarschijnlijk afkomstig van keizer Maximiliaan I. Het Heilige Roomse Rijk had namelijk een rechtscollege in Middelburg gevestigd. Dit college voerde waarschijnlijk de dubbelkoppige adelaar en de stad de enkelkoppige.

## Blazoen
Sinds 31 juli 1817 luidt debeschrijving als volgt:
De Rijksadelaar, houdende op deszelfs borst een schild van keel, beladen met een dubbelde tooren van goud.
Dit blazoen is sinds 31 juli 1817, ondanks verscheidene gemeentelijke fusies, ongewijzigd gebleven. Op de tekening van het het register van de Hoge Raad van Adel blijkt dat de arend bruin is en dat deze boven het hoofd een keizerskroon heeft en bovendien gewapend is met zilveren nagels. (Een rijksadelaar is zwart, met een rode snavel en nagels.)

### Kroon
Middelburg is een van de tien Nederlandse gemeenten die de Rudolfinische keizerskroon voeren. Deze kroon is echter nooit officieel aan de stad verleend. De kroon mocht vanaf 1515 wel op een vaan gevoerd worden, maar niet op het stadswapen.
Alleen de kroon van Medemblik is in azuur (blauw). De overige acht – Amsterdam, Bolsward, Deventer, Hulst, Kampen, Nijmegen, Tiel en Zwolle – zijn rood.